# 李傀
李傀（750年代—783年11月2日），唐朝皇子，唐肃宗之子，目前流传的所谓李傀即为唐代宗之子李偲的说法事存疑， 根据李傀墓志铭记载，李傀为唐肃宗之子，唐代宗之弟，唐德宗之叔，丝毫未提及李傀生父实为唐代宗之事。并且按照此墓志所载，李傀死于朱泚之乱，而根据旧唐书记载，李偲死于元和元年。
李傀建中二年（781年），改名李遂。建中三年（782年），又改名李遡。
建中四年（783年），姚令言所部泾原军兵变，德宗出逃，李遡与其叔彭王李仅在宫中为乱兵所杀。变军拥立太尉朱泚为帝。朱泚下诏赠李遡太子太保，兼赐赗钱绢布等一百匹，供其葬事。朱泚后改国号为汉，天皇元年二月二日以礼葬李遡于长乐原，并在墓志中将李仅、李遡之死归于被德宗所害。

## 延伸阅读
[在维基数据编辑]
 《舊唐書·卷116》，出自刘昫《舊唐書》